# Bråtetjärnet, Dalsland
Bråtetjärnet är en sjö i Dals-Eds kommun i Dalsland och ingår i Göta älvs huvudavrinningsområde. Sjön har en area på 0,0452 kvadratkilometer och ligger 164,3 meter över havet.

## Delavrinningsområde
Bråtetjärnet ingår i det delavrinningsområde (655301-128585) som SMHI kallar för Ovan 655530-128871. Medelhöjden är 168 meter över havet och ytan är 35 kvadratkilometer. Det finns inga avrinningsområden uppströms utan avrinningsområdet är högsta punkten. Holtaneälven som avvattnar avrinningsområdet har biflödesordning 4, vilket innebär att vattnet flödar genom totalt 4 vattendrag innan det når havet efter 210 kilometer. Avrinningsområdet består mestadels av skog (90 procent). Avrinningsområdet har 1,01 kvadratkilometer vattenytor vilket ger det en sjöprocent på 2,9 procent.